# Max Reinhardt (metteur en scène)
Pour les articles homonymes, voir Max Reinhardt, Reinhardt et Goldmann.
Max Reinhardt (de son vrai nom Max Goldmann), né le 9 septembre 1873 à Baden et mort le 31 octobre 1943 à New York, est un acteur, metteur en scène de théâtre et réalisateur, de nationalité autrichienne puis américaine. Considéré comme l'un des pères de la mise en scène avec Edward Gordon Craig et Adolphe Appia, il a été au début du XXe siècle à la tête d'un vaste empire théâtral (théâtres, cabarets et écoles) en Allemagne et en Autriche.

## Biographie
Max Goldmann naît dans une famille de commerçants juifs ruinés. Sa carrière d'acteur commence en 1890, dans un petit théâtre des environs de Schönbrunn. Il décide d'adopter le pseudonyme de Max Reinhardt pour se protéger de l'antisémitisme, particulièrement virulent en Europe à cette époque. Il est d'abord reconnu pour ses interprétations de personnages de vieillards : « Ces rôles me convenaient tout à fait. Je pouvais cacher ma timidité derrière une grande barbe blanche ». En 1893, il est engagé au Théâtre municipal de Salzbourg et y interprète près de cinquante rôles en six mois, avant d'être repéré par Otto Brahm. À l'automne 1894, il quitte l'Autriche pour Berlin où il intègre la troupe du Deutsches Theater, dirigée depuis peu par Brahm. Il y obtient ses premiers succès de comédien. À partir de 1895, il tourne en été dans les capitales d'Europe de l'Est (Vienne, Prague, Budapest) avec la Secessionsbühne (La Scène sécessionniste), une organisation fondée par de jeunes acteurs berlinois.  
De 1902 jusqu'à l'arrivée des nazis au pouvoir, en 1933, Max Reinhardt réalise des mises en scène pour divers théâtres berlinois. Il dirige le célèbre cabaret satirique Schall und Rauch avec la complicité du poète Christian Morgenstern. De 1905 à 1930 il dirige également le Deutsches Theater à Berlin. De 1915 à 1918, il est le premier intendant de la Volksbühne am Bülowplatz (aujourd'hui am Rosa-Luxemburg-Platz) et de 1924 à 1933 du Theater in der Josefstadt à Vienne. Par des mises en scènes pleines de puissance et une interaction précise entre la scénographie, la langue, la musique et la danse, Reinhardt donne un nouvel essor au théâtre allemand. En 1920, il fonde le Festival de Salzbourg avec Richard Strauss et Hugo von Hofmannsthal. 
En 1914, il fut un des signataires du Manifeste des 93 et manifesta son soutien au gouvernement allemand. Le flou de sa nationalité austro-hongroise dans une Allemagne en guerre l'obligeait à tenir une position sans équivoque, face aux attaques nationalistes et antisémites. Envoyé en tournée dans les pays neutres par le Ministère des affaires étrangères, Reinhardt ne se limite pas au répertoire allemand et prend ses distances à l'égard du patriotisme barbare de la Première guerre mondiale. 
Il est invité aux États-Unis en 1912 pour monter Sumurun de Friedrich Freska, et en 1924 pour Das Mirakel de Karl Vollmöller. En 1934, il crée son festival californien, marqué par la mise en scène du Songe d’une nuit d’été de Shakespeare, dansé par Nini Theilade, qui donne lieu au film de la Warner Brothers en 1935. En 1936-1937, il fait plusieurs séjours à New York pour préparer The Eternal Road de Franz Werfel, pièce qui raconte sous forme allégorique le destin du peuple juif et les persécutions.
Après la prise de pouvoir des nazis, il s'exile en Angleterre en 1938, puis aux États-Unis où il connaît un grand succès.

## Œuvre

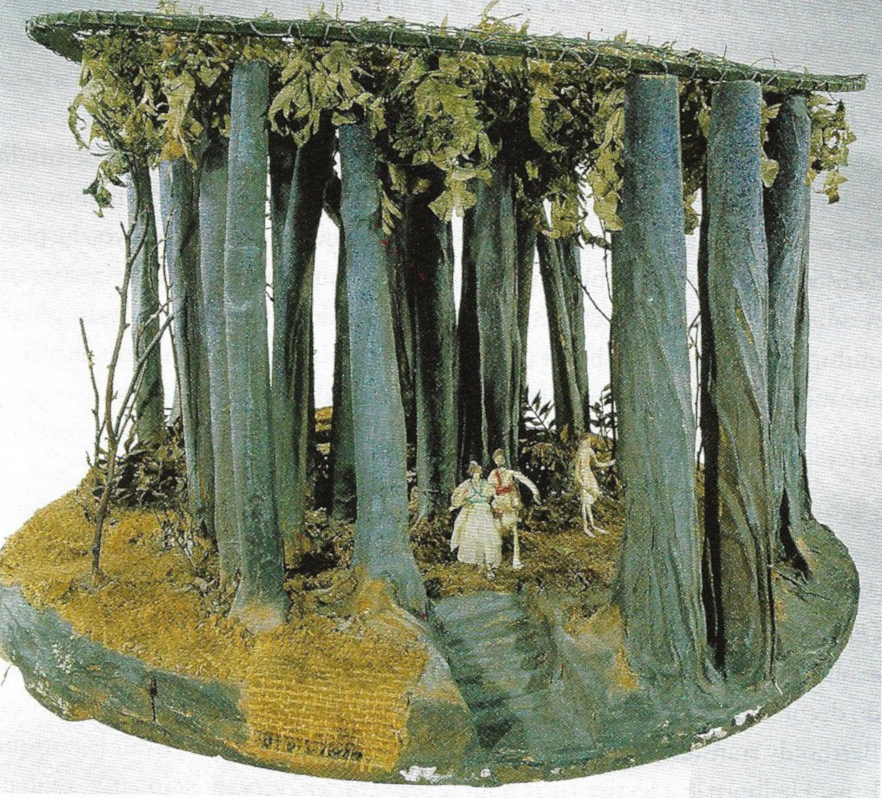
Modèle conçu par Karl Walser pour la scène tournante dUn songe d'une nuit d'été, réalisation de Gustav Knina

Max Reinhardt initie et participe à la réforme du théâtre européen après la Première guerre mondiale. Comme Craig, il revendique le rôle capital de la mise en scène et son autonomie. Il tient à la faire sortir de l'ombre de la littérature et du texte. Reinhardt est également très attaché au rôle du comédien, qu'il souhaite mettre au centre de la performance théâtrale. Comédien de formation, et reconnu comme un excellent acteur, ses maîtres en la matière sont Shakespeare et Molière. Il met très régulièrement en scène leurs œuvres, et s'inspire de Molière pour former un art de l'acteur qui intègre la danse, le chant et la pantomime à parts égales avec le texte. Le triple rôle de l'écriture dramatique, du jeu et de la mise en scène doit constituer pour lui le socle fondamental de la création au théâtre. En cela, Reinhardt s'éloigne de Craig et de sa volonté d'atteindre la suppression du comédien.   
Max Reinhardt forge sa conception moderne du théâtre dès ses premières années en Autriche et à Salzbourg. À Vienne, il fréquente le Burgtheater et découvre l'hypnose et la suggestion en suivant les cours du psychiatre Richard von Krafft-Ebing. Arrivé à Berlin, il se familiarise avec l'œuvre de Friedrich Nietzsche (dont le concept de volonté de puissance le marque particulièrement), s'intéresse à Richard Wagner et ses expérimentations d'œuvre d'art totale au Festival de Bayreuth. Habitué à assister aux spectacles depuis le dernier rang du poulailler, il imagine une esthétique théâtrale où la vue, l'ouïe et surtout l'imagination sont constamment sollicités. Cela le conduit à particulièrement lier la musique au théâtre. 
Au début de sa carrière à Berlin, Max Reinhardt entre en contact avec les deux mouvances artistiques en vogue à l'époque : le naturalisme d'une part, et les mouvements d'avant-garde d'autre part, qui se construisent contre le naturalisme (l'impressionnisme, le symbolisme, le groupe Jeune Vienne). De formation naturaliste, il privilégie par la suite l'avant-garde. Ainsi, plusieurs pièces d'Arthur Schnitzler, de Frank Wedekind et d'Hugo von Hofmannsthal sont créées au Deutsches Theater sous la direction de Reinhardt.   
Durant sa carrière, il explore les possibilités scéniques offertes par les innovations technologiques et les inventions de Mariano Fortuny, notamment pour les décors et les lumières. Adepte des scènes circulaires et mobiles, des cyloramas et du théâtre immersif, Reinhardt cherche à produire un effet d'émerveillement pour les sens et l'imagination. Il privilégie un théâtre de masse, destiné à un très grand nombre de spectateurs, provenant de classes sociales variées. Pour lui, le théâtre doit accompagner les changements sociaux de son temps et ne pas être réservé à une élite conservatrice. Il crée ainsi une forme théâtrale moderne et métropolitaine, décrite comme un théâtre festif et religieux pour les masses.          
Après le succès de la forêt tournante d'Un songe d'une nuit d'été, le critique théâtral Henry Bidou écrit que Reinhardt a fait du théâtre, « qui était un art à deux dimensions, un solide à trois dimensions. La scène était un tableau, il en a rompu le cadre, enfoncé le fond, solidifié les décors ; il y a orienté en tous sens la lumière et les mouvements ».          

### Mises en scène

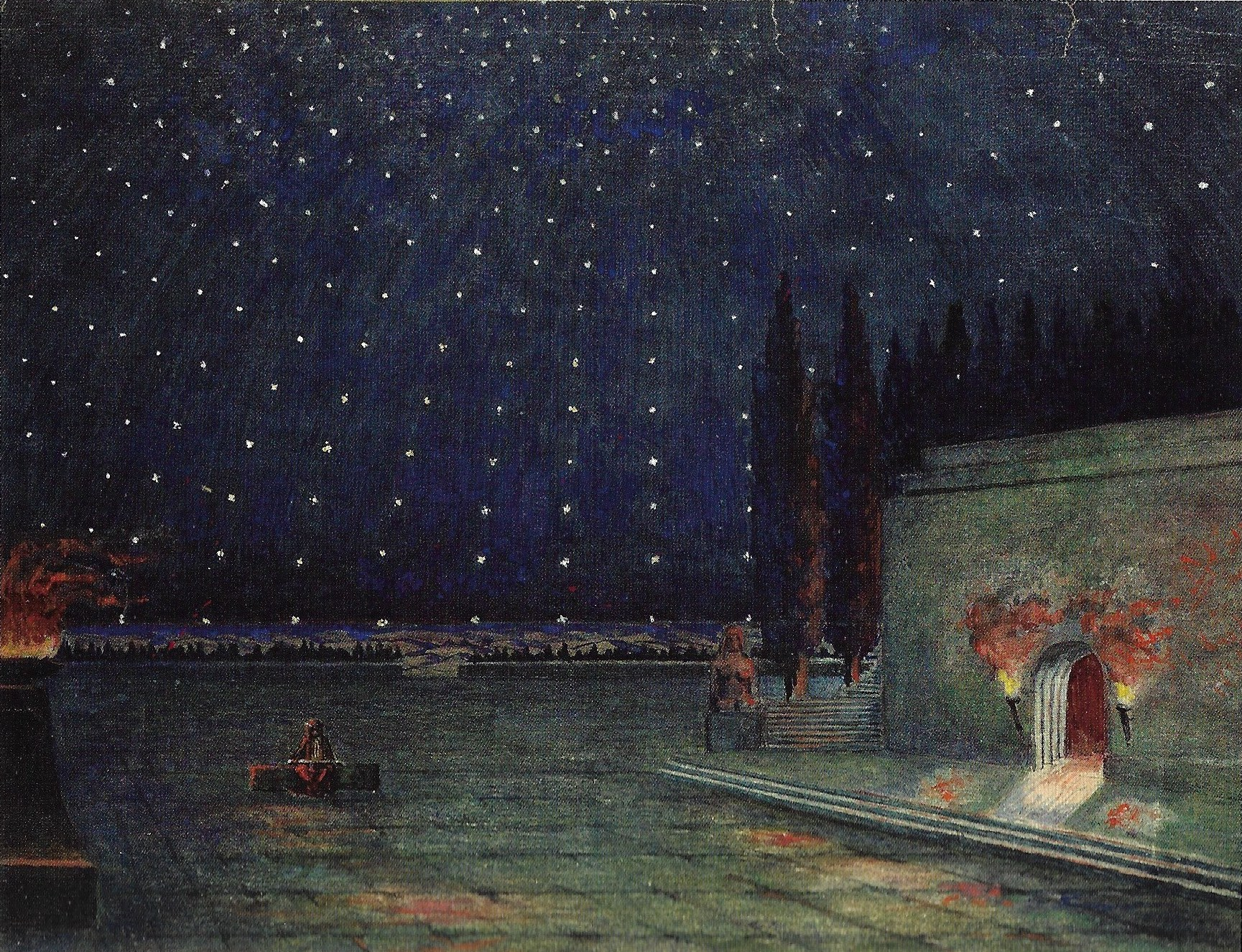
Le cyclorama de Max Kruse pour la mise en scène de Salomé d'Oscar Wilde au Neues Theater

- 1900 : La Comédie de l’amour d’Henrik Ibsen, représentée à Budapest et à Vienne
- 1903 : Pelléas et Mélisande de Maurice Maeterlinck, au Theater am Schiffbauerdamm (décors de Leo Impekoven, costumes de Lovis Corinth, musique de Friedrich Bermann)
- 1903 : Salomé d'Oscar Wilde, au Theater am Schiffbauerdamm (décors et costumes de Max Kruse et Emil Orlik, musique de Max Marschalk et Friedrich Bermann)
- 1903 : Electre de Sophocle, adapté par Hugo von Hofmannsthal, au Theater am Schiffbauerdamm (décors de Max Kruse, costumes de Lovis Corinth)
- 1904 : Minna von Barnhelm de Lessing, au Theater am Schiffbauerdamm (costumes de Lovis Corinth, décors de Gustav Knina)
- 1904 : Sœur Béatrice de Maurice Maeterlinck, au Theater am Schiffbauerdamm (costumes de Lovis Corinth, musique de Max Marschalk)
- 1904 : Le Comte de Charolais de Richard Beer-Hofmann, au Theater am Schiffbauerdamm
- 1905 : Le Songe d'une nuit d'été de William Shakespeare, au Theater am Schiffbauerdamm
- 1905 : La Petite Catherine de Heilbronn d'Heinrich von Kleist, au Deutsches TheaterAquarelle d'Edvard Munch pour les décors de Les Revenants d'Ibsen aux Kammerpsiele

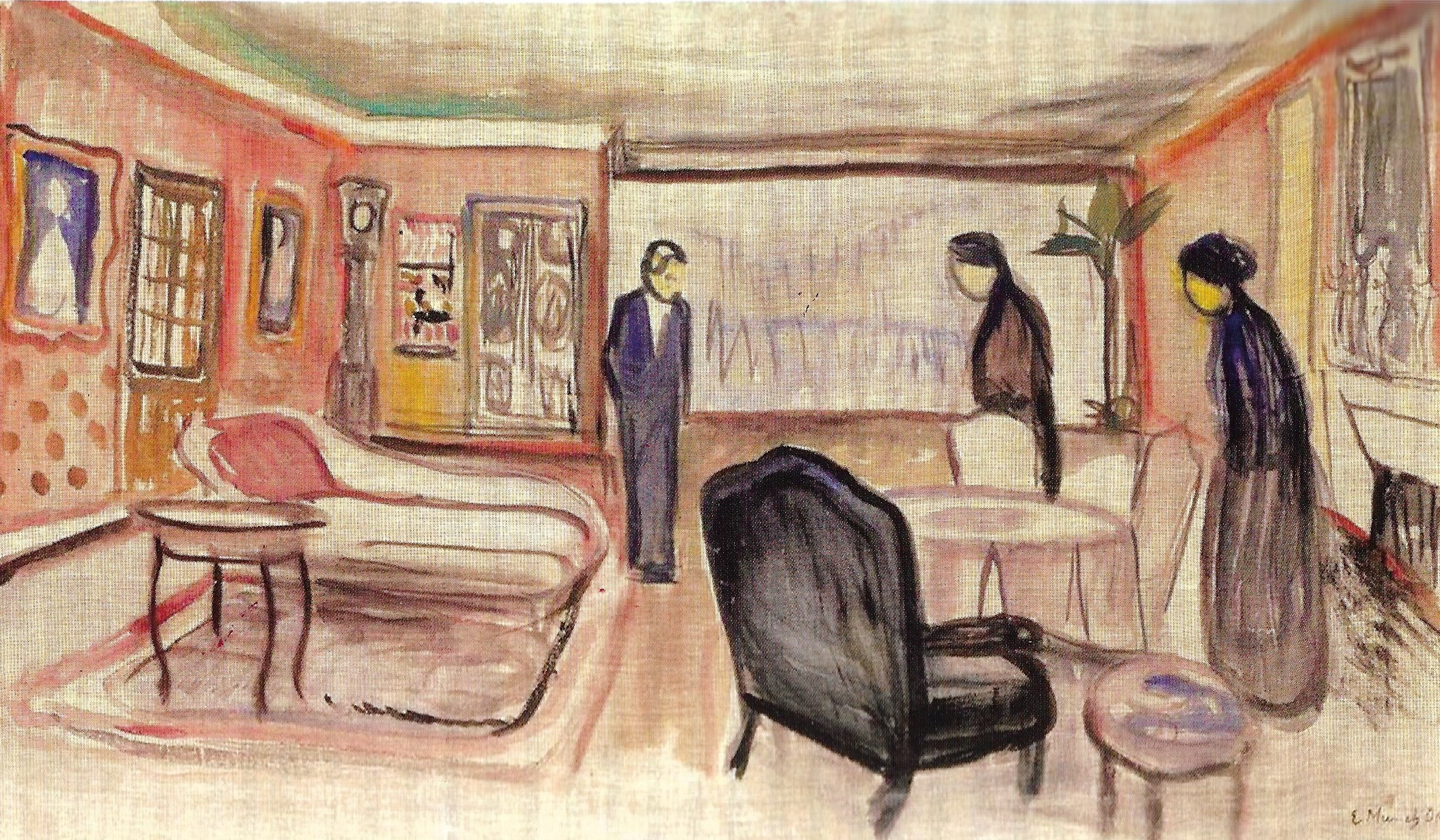
Aquarelle d'Edvard Munch pour les décors de Les Revenants d'Ibsen aux Kammerpsiele

- 1905 : Le Marchand de Venise de William Shakespeare, au Deutsches Theater
- 1906 : Les Revenants d'Henrik Ibsen, aux Kammerspiele du Deutsches Theater
- 1906 : Œdipe et le Sphinx, adapté par Hugo von Hofmannsthal, au Deutsches Theater
- 1909 : Faust, de Johann Wolfgang von Goethe
- 1910 : Mille et une nuits, aux Kammerspiele du Deutsches Theater
- 1910 : Œdipe roi de Sophocle, adapté par Hugo von Hofmannsthal, au cirque Schumann
- 1910 : Le Mariage forcé de Molière, adapté par Hugo von Hofmannsthal, au Deutsches Theater
- 1910 : Sumurûn de Friedrich Freksa, aux Kammerspiele du Deutsches Theater
- 1911 : Officiers de Fritz von Unruh, au Deutsches Theater
- 1911 : Jedermann d'après Everyman, adapté par Hugo von Hofmannsthal, au cirque Schumann

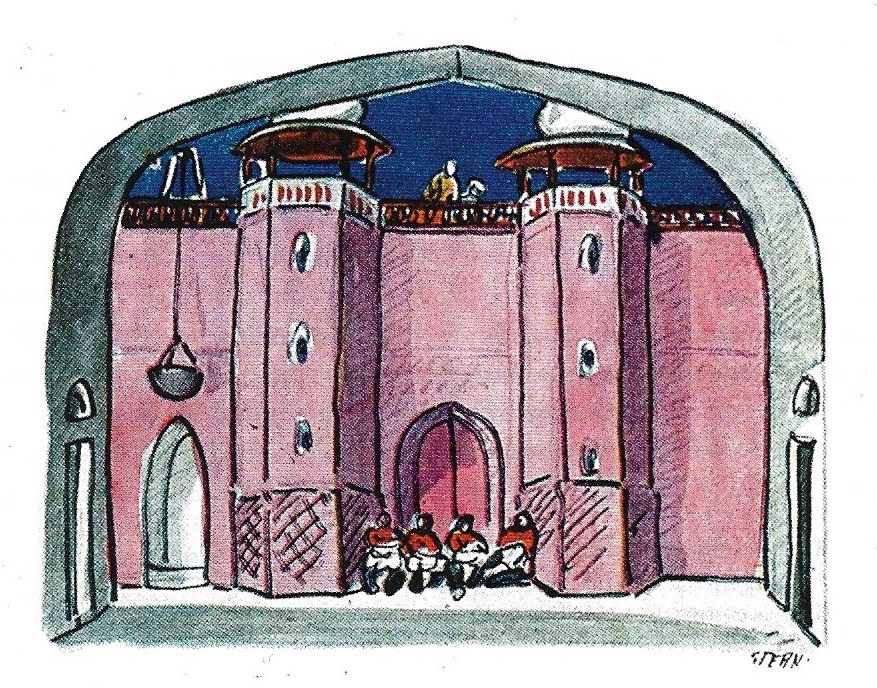
Dessin d'Ernst Stern pour Sumurûn de Friedrich Freksa aux Kammerspiele

- Dessin d'Ernst Stern pour Sumurûn de Friedrich Freksa aux Kammerspiele1911 : Le Chevalier à la rose de Richard Strauss, livret de Hugo von Hofmannsthal, au Deutsches Theater
- 1911 : Le Miracle de Karl Vollmöller et Max Reinhardt, à l'Olympia Hall de Kensington
- 1912 : Ariane à Naxos de Richard Strauss, livret de Hugo von Hofmannsthal, au Deutsches Theater
- 1916 : Les Fâcheux de Molière, adapté par Hugo von Hofmannsthal, au Deutsches Theater
- 1916 : La Flûte verte de Nilson d'après Mozart, argument de Hugo von Hofmannsthal, au Deutsches Theater
- 1917 : Le Mendiant de Reinhard Sorge, au Deutsches Theater
- 1917 : Prima Ballerina, d'après Jacques Offenbach, argument de Hugo von Hofmannsthal, au Deutsches Theater
- 1918 : La Bataille d'Arminius d'Heinrich von Kleist, à la Volksbühne
- 1918 : Le Bourgeois gentilhomme de Molière, adapté par Hugo von Hofmannsthal sur une musique de Richard Strauss, au Deutsches Theater
- 1918 : Bataille navale de Reinhard Goering, au Deutsches Theater
- 1919 : Le Grand Théâtre du monde de Salzbourg, adapté de Calderón par Hugo von Hofmannsthal
- 1924 : Das Mirakel de Karl Vollmöller, aux États-Unis et au Deutsches Theater
- 1929 : La Chauve-souris de Johann Strauss, adapté par Erich Wolfgang Korngold
- 1931 : La Belle Hélène de Jacques Offenbach, livret de Egon Friedell et Hanns Sassmann, à Berlin
- 1933 : Le Songe d'une nuit d'été de William Shakespeare, au jardin de Boboli à Florence et au South Park d'Oxford
- 1934 : Le Marchand de Venise de William Shakespeare, sur le Campo San Trovaso à Venise

### Les grandes mises en scène
(juillet 2023).
Œdipe roi de Sophocle adapté par Hugo von Hofmannsthal, au cirque Schumann à Berlin en 1910
« La piste correspond à l’orchestra du théâtre grec et des marches mènent à une façade de palais précédée d’un péristyle de six colonnes et d’une plate-forme ; un cube encastré dans ces marches rappelle l’autel qui se trouvait dans l’orchestra grec ; les spectateurs entourent aux trois quarts les aires de jeu et sont donc près des acteurs ; Max Reinhardt fait, comme l’écrit Stern, éclater le cadre de la scène. Le début de la pièce est très spectaculaire : de nombreux figurants qui représentent les Thébains sortent de passages souterrains et supplient Œdipe d’écarter de la ville le fléau. Celui-ci apparaît dans une lumière solaire, symbole de la royauté, et descend vers eux. Après son départ, le chœur arrive à pas mesurés et son allure tranquille contraste avec la brutalité de l’irruption du peuple. Le jeu des acteurs compte moins dans cette immense salle que leur aptitude à s’imposer au public. Paul Wegener a la force nécessaire dans le rôle d’Œdipe ; Tilla Durieux, l’interprète de Jocaste, joue un peu trop nerveusement, mais elle est très décorative. Cette représentation remporte un grand succès, mais on reproche parfois à Max Reinhardt d’avoir noyé Sophocle dans sa mise en scène. » 
Jedermann d'après Everyman, adapté par Hugo von Hofmannsthal, au Festival de Salzbourg en 1920
« Après avoir fait éclater la scène traditionnelle, [Max Reinhardt] s’évade d’un lieu fermé et cherche un cadre de plus en plus large. Jedermann raconte l’histoire d’un mauvais riche, avide de plaisirs ; il finit par se repentir et est sauvé. Max Reinhardt le donne le 22 août 1920 sur la place de la cathédrale pour ouvrir le festival. La cathédrale a une façade en marbre blanc ; les bâtiments de la Résidence et du cloître Saint-Pierre bordent la place sur deux côtés. Le regard porte sur les hauteurs voisines, le Mönchsberg et la colline sur laquelle est bâtie la forteresse de Hohensalzburg. Max Reinhardt installe deux podiums juste devant la cathédrale. On accède au premier par sept marches et deux plans inclinés. Un autre podium se trouve derrière, un peu plus haut ; il est relié à l’entrée de la cathédrale par une étroite passerelle et muni d’une trappe. Les spectateurs sont assis sur des gradins. Les personnages réels, Jedermann, ses amis et sa maîtresse, viennent des arcades qui bordent la place et montent sur le premier podium. Les figures allégoriques sortent de la cathédrale et jouent sur le second ; la Mort sort de la trappe et le Diable vient du public, comme au Moyen Âge. La représentation commence à 17 heures. Les scènes du début qui montrent les appétits terrestres de l’homme se déroulent en pleine lumière. L’ombre des bâtiments environnants commence à s’étendre sur la scène lorsque les puissances surnaturelles se manifestent. Le soir tombe au moment de la mort de Jedermann. Des appels « Jedermann, Jedermann » viennent de la forteresse et de la tour de l’église des Franciscains et retentissent sur la ville. Les cloches sonnent quand Jedermann descend dans sa tombe. La ville participe à la représentation et les spectateurs ont l’impression de vivre la pièce. » 
Le Songe d'une nuit d'été de William Shakespeare, au jardin de Boboli à Florence en 1933
« La représentation a lieu le soir. Les spectateurs sont installés devant une large allée qui s’élève par paliers entre des massifs d’arbres. Un grand bassin, la fontaine de Neptune, se trouve sur le second palier. Reinhardt transforme la nuit réelle en nuit de Shakespeare grâce à une habile utilisation des projecteurs et crée une atmosphère surnaturelle; les bruits du jardin se mêlent à la musique de Mendelssohn ; des kobolds sortent des bosquets et des elfes dansent, Puck et les fées s’envolent. Les costumes Renaissance sont somptueux et le jeu des acteurs italiens très vif. »
Le Marchand de Venise de William Shakespeare, sur le Campo San Trovaso à Venise en 1934
« La ville réelle et la ville imaginaire ne se distinguent plus. Les spectateurs sont installés sur une place tranquille, le Campo San Trovaso, devant un canal, le Rio Ognisanti ; les bâtiments situés sur l’autre rive servent de décor. Le porche majestueux de l’église Saint-Gervais et Saint- Protais est censé être celui du palais de Portia et une maison assez modeste louée par Reinhardt représente celle de Shylock ; des gondoles glissent sur le canal. Un pont relie les deux rives ; les acteurs le franchissent pour venir devant les spectateurs. L’acteur italien Benassi joue Shylock comme un juif persécuté qui est poussé dans sa tanière et dont la douleur se manifeste d’une manière grotesque. »

### Films
- 1910 : Sumurûn
- 1912 : Le Miracle
- 1913 : L'Île des bienheureux (voir en ligne)
- 1914 : Une Nuit vénitienne
- 1935 : Le Songe d'une nuit d'été (Oscar du meilleur montage et Oscar de la meilleure photographie en noir et blanc[9] en 1936)

## Salles de théâtre

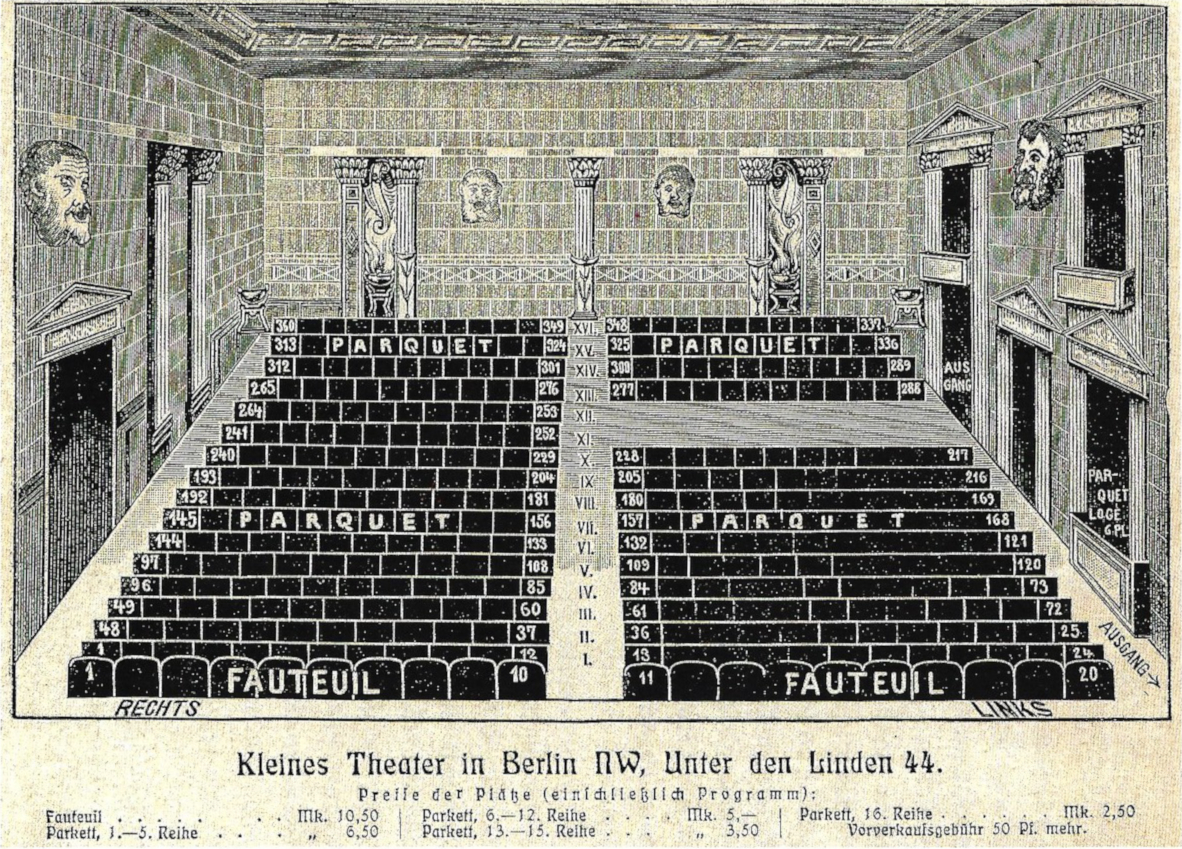
Plan de salle du Schall und Rauch, ancêtre du Kleines Theater

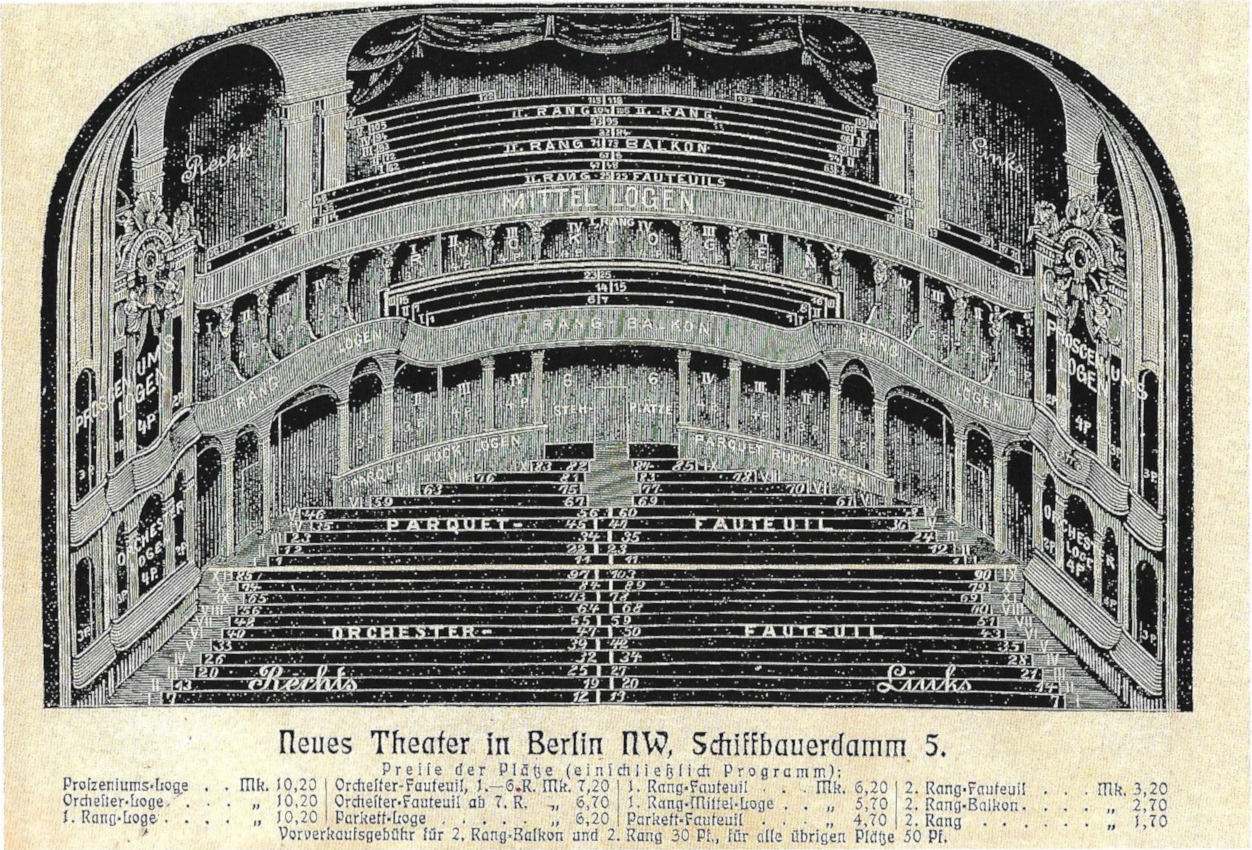
Plan de salle du Neues Theater

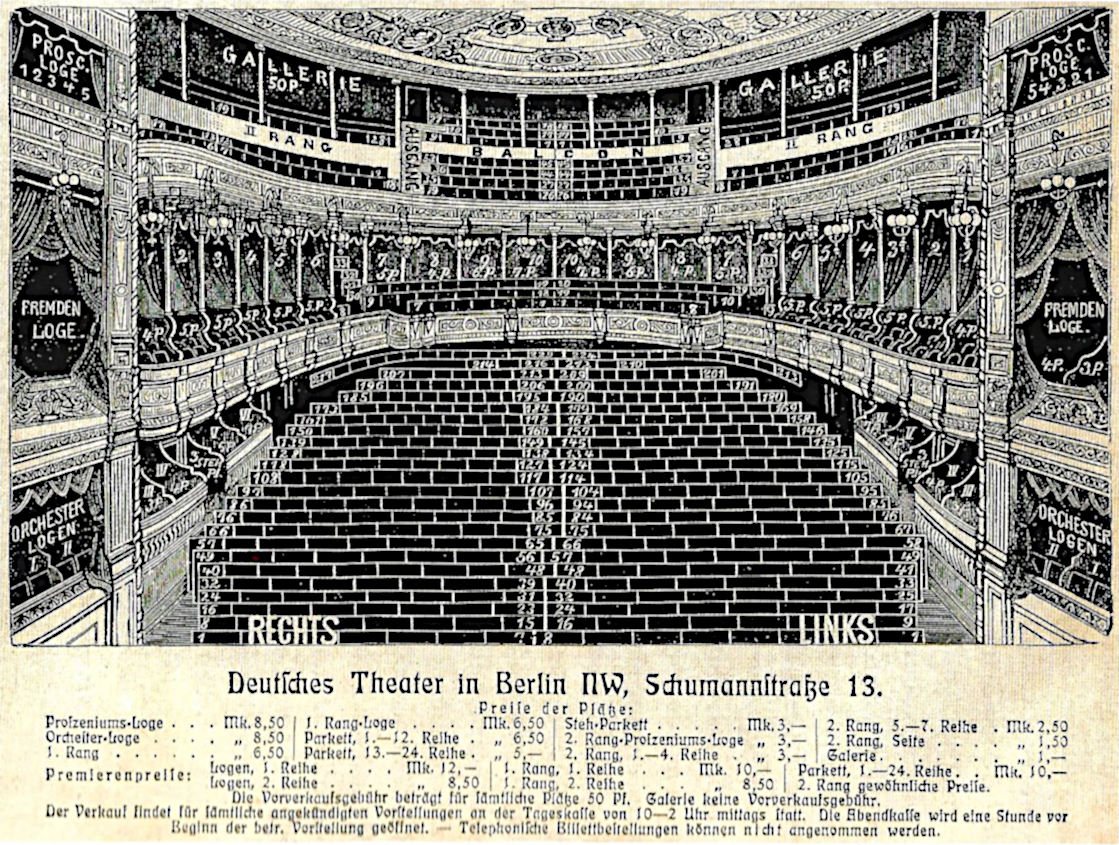
Plan de salle du Deutsches Theater (1912)

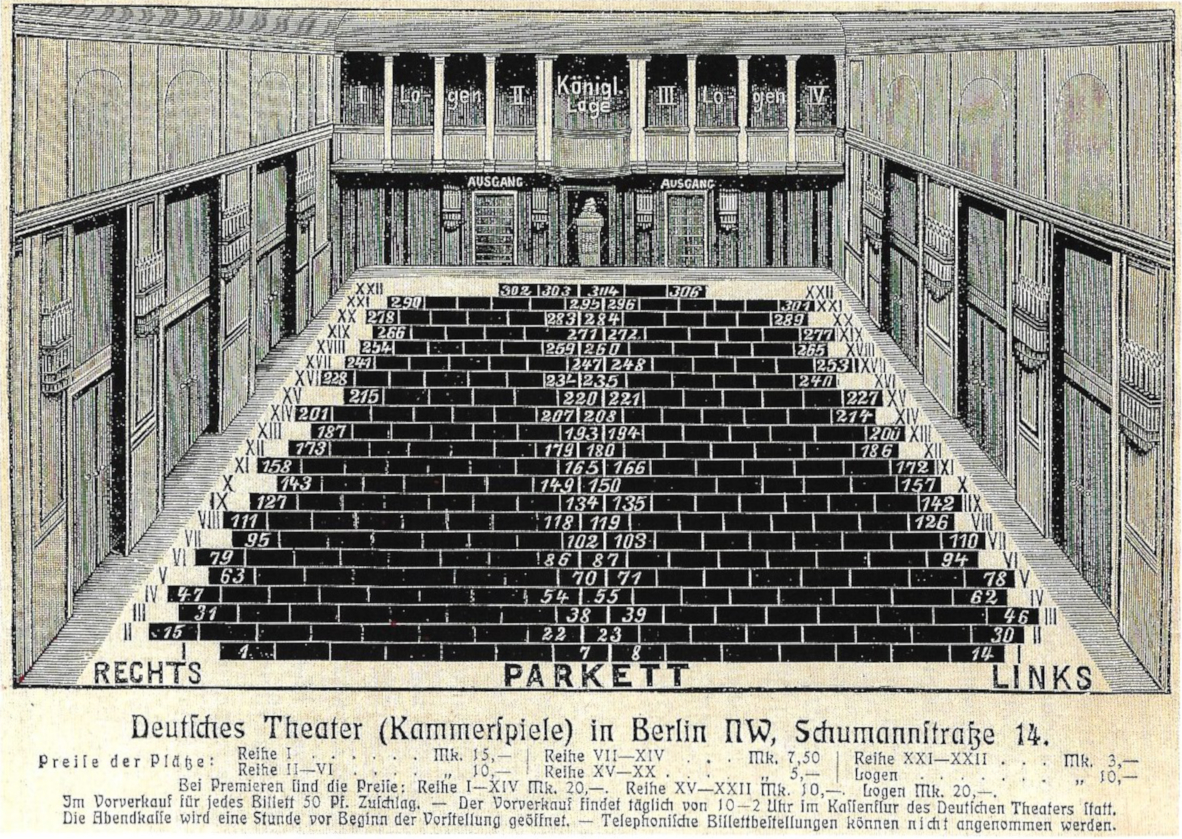
Plan de salle des Kammerspiele du Deutsches Theater (1912)

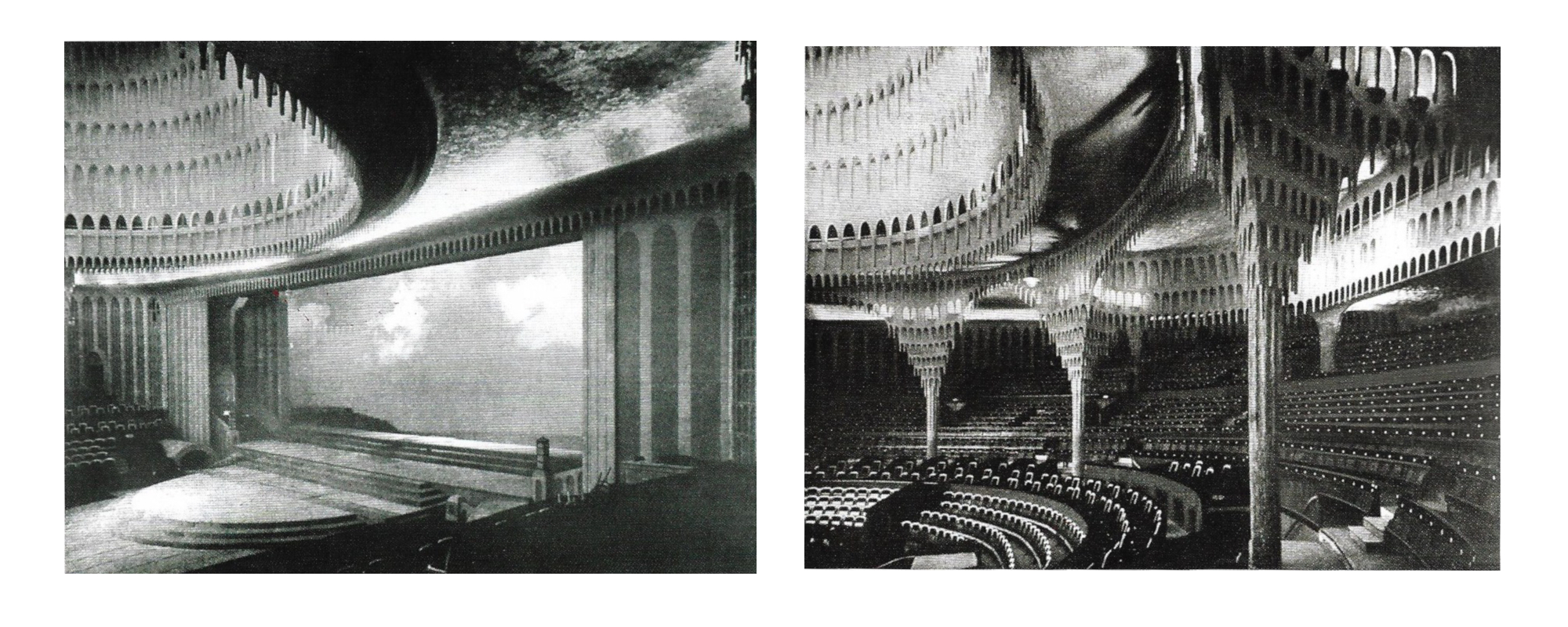
La salle du Großes Schauspielhaus (1920)

À partir de 1901, Max Reinhardt fait l'acquisition de plusieurs salles de théâtre à Berlin, souvent aidé par ses compagnons et des mécènes. Il transforme systématiquement les salles et les scènes, afin de disposer d'un archipel de lieux aux usages spécifiques. Il développe ce projet dans son premier programme esthétique, « Le théâtre tel que je l'imagine », en 1902. Une grande scène devra être utilisée pour les classiques, une plus petite et plus intime pour le théâtre de chambre des auteurs modernes, et enfin une scène en forme d'amphithéâtre, qui fait office de « maison festive » pour un théâtre de masse.  
Après la guerre, Reinhardt fait l'acquisition du Theater in der Josefstadt à Vienne en 1924, qui devient l'équivalent de son théâtre de chambre berlinois. Il étend ensuite son empire à Berlin en devenant propriétaire du Theater am Kurfürstendamm, du Berliner Theater et du Theater am Nollendorfplatz. Il fonde en 1928 une école d'art dramatique, le Séminaire Max Reinhardt, et, après l'arrivée au pouvoir des nazis en 1933, il abandonne la propriété de ses théâtres au peuple allemand. 
1901 - 1902Du cabaret Schall und Rauch au Kleines Theater
1903Le Neues Theater (Theater am Schiffbauerdamm)
1905Le Deutsches Theater
1906Les Kammerspiele du Deutsches Theater
1920Le Großes Schauspielhaus (ex-cirque Schumann)

## Distinctions
Max Reinhardt reçoit le titre de docteur honoris causa des universités de Francfort-sur-le-Main et de Kiel en 1930, et d'Oxford en 1933. Il est fait membre d'honneur de la Société allemande d'histoire du théâtre en 1933. L'Autriche lui attribue le titre de professeur en 1925. Il est fait chevalier de l'ordre national de la Légion d'honneur par la France en 1912 et chevalier du grand-cordon par l'Italie en 1935.
Le 18 novembre 2015, le Friedrichstadt-Palast a érigé solennellement en l'honneur de ses fondateurs Max Reinhardt, Hans Poelzig et Erik Charell, le monument de la Friedrichstraße 107.